# Nanorana bourreti
Espèce
Synonymes
- Rana bourreti Dubois, 1987 "1986"
- Paa bourreti (Dubois, 1987)

Statut de conservation UICN

 LC  : Préoccupation mineure
Nanorana bourreti est une espèce d'amphibiens de la famille des Dicroglossidae.

## Répartition
Cette espèce se rencontre, :
- dans le nord du Viêt Nam dans la province de Lai Châu ;
- en Chine au Yunnan dans le xian autonome yi de Jingdong.

Sa présence est incertaine en Birmanie, en Thaïlande et au Laos.

## Étymologie
Cette espèce est nommée en l'honneur de René-Léon Bourret.

## Publication originale
- Dubois, 1987 "1986" : Miscellanea taxinomica batrachologica (I). Alytes, vol. 5, no 1, p. 7-95 (« texte intégral »(Archive.org • Wikiwix • Archive.is • Google • Que faire ?)).